# سنة مجرية

السنة المجرية والتي تعرف أيضًا باسم السنة الكونية، هي مدة الوقت اللازم للمجموعة الشمسية للدوران مرةً واحدةً حول مركز مجرة درب التبانة. تترواح تقديرات طول المدار الواحد للمجموعة الشمسية 225-250 مليون سنة أرضية. ووفقا لحسابات ناسا، تتحرك المجموعة الشمسية بسرعة من 828,000 كم / ساعة (230 كم / ث)، وهو ما يعادل نحو 1/1300 من سرعة الضوء، ولذلك فإن المجموعة الشمسية تستغرق حوالي 230 مليون سنة لتدور حول مركز مجرة درب التبانة مرةً واحدة.